# Kylin (système d'exploitation)
Pour les articles homonymes, voir Kylin.
Kylin ou Kylin OS (chinois : 麒麟操作系统 ; pinyin : qílín cāozuò xìtǒng ; litt. « Système d'exploitation Qilin ») est un système d'exploitation développé pour l'armée chinoise. Conçu à partir de FreeBSD, il a été créé dans le but d'être plus sécurisé que les autres logiciels de serveurs. Il a été présenté en 2007.

## Version FreeBSD
En 2001, le développement de Kylin débute lorsque l'université nationale de technologie de la défense reçoit la mission de développer un système d'exploitation dans le cadre du Programme 863 (destiné à rendre la Chine indépendante de la technologie étrangère).
Son but consistait à « supporter diverses plateformes de serveurs, être hautement performant, disponible et très sûr, tout en se conformant aux standards internationaux des systèmes d'exploitation Unix et Linux. » Il a été créé sur la base « d'une couche noyau élémentaire similaire à Mach, une couche système similaire à BSD et un environnement de bureau similaire à Windows. »
En février 2006, China Miltary Online (un site Internet porté par l'Armée populaire de libération révèle la « réussite du développement du système d'exploitation Kylin pour serveurs », qui est annoncé comme « le premier système d'exploitation 64-bit de classe B2 (hautement sécurisé) » et « le premier système dépourvu de noyau Linux déclaré conforme aux standards globaux Linux [sic] par le groupe international des standards libres. »
En avril 2006, Kylin est accusé d'avoir été largement copié de FreeBSD 5.3. Un étudiant chinois anonyme habitant en Australie, connu sous le pseudonyme de « Dancefire » effectue en effet un test de similarité des noyaux et montre que la similarité entre les deux systèmes s'élève à 99,45 %,. Un des développeurs de Kylin confirme ensuite lors de la conférence internationale EuroBSDCon 2006 que Kylin est bien basé sur FreeBSD.

## Kylin Linux
À partir de la version 3.0, Kylin utilise le noyau Linux à la place de FreeBSD.
En décembre 2010, est annoncé que la société China Standard Software et l'université nationale de technologie de défense ont signé un partenariat stratégique afin de lancer une version nommée « NeoKylin ». China Standard Software est l'intégrateur de la série de distributions « NeoShine Linux », orientées bureau. NeoKylin est quant à lui à destination des bureaux gouvernementaux, de la défense nationale,  de l'énergie et d'autres secteurs de l'économie chinoise.
Le système d'exploitation du supercalculateur Tianhe-1, qui était le plus puissant du monde à sa sortie, est une version de Kylin Linux en 64 bits, orienté vers l'optimisation du calcul parallèle haute-performance, supporte la gestion de l'énergie et des zones de calcul virtuelles de haute performance. La seconde version, Tianhe-2, qui fut de nouveau le premier au TOP500 des supercalculateurs, utilise également Kylin Linux.
En mai 2014, lors de la fin du support de Windows XP et l'interdiction aux agences gouvernementales d'installer Windows 8, elle est proposée comme une des possibles solutions, permettant de réduire les coûts de migrations et de résoudre les problèmes de sécurité et de souveraineté, soulevés notamment par Edward Snowden.

### Ubuntu Kylin
En mars 2013, Canonical annonce qu'elle va créer un système d'exploitation standard, libre spécifique à la Chine et qui sera appelé « Ubuntu Kylin ».